# Eutomopepla vorda
Eutomopepla vorda là một loài bướm đêm trong họ Geometridae.